# Desmai
|  | Per a altres significats, vegeu «Desmai (pèrdua de consciència)». |

El desmai, salze ploraner (en rossellonès: salze ploraire/plorós/plorant), o simplement plorador o ploraire, salze sepulcral (Salix babylonica), és un arbre caducifoli del gènere Salix originari de les parts àrides del nord de la Xina, però cultivat des de fa segles a tota l'Àsia i altres parts del món, entre les quals a Barcelona o a l'estany de Banyoles. El nom específic babylonica deriva d'una confusió de Linnaeus que pensava que era l'arbre que s'esmenta en la Bíblia, en Salms, 137: "Pels rius de Babilònia... salzes...". Tanmateix, l'arbre anomenat gharab en hebreu és un pollancre, Populus euphratica.

## Morfologia

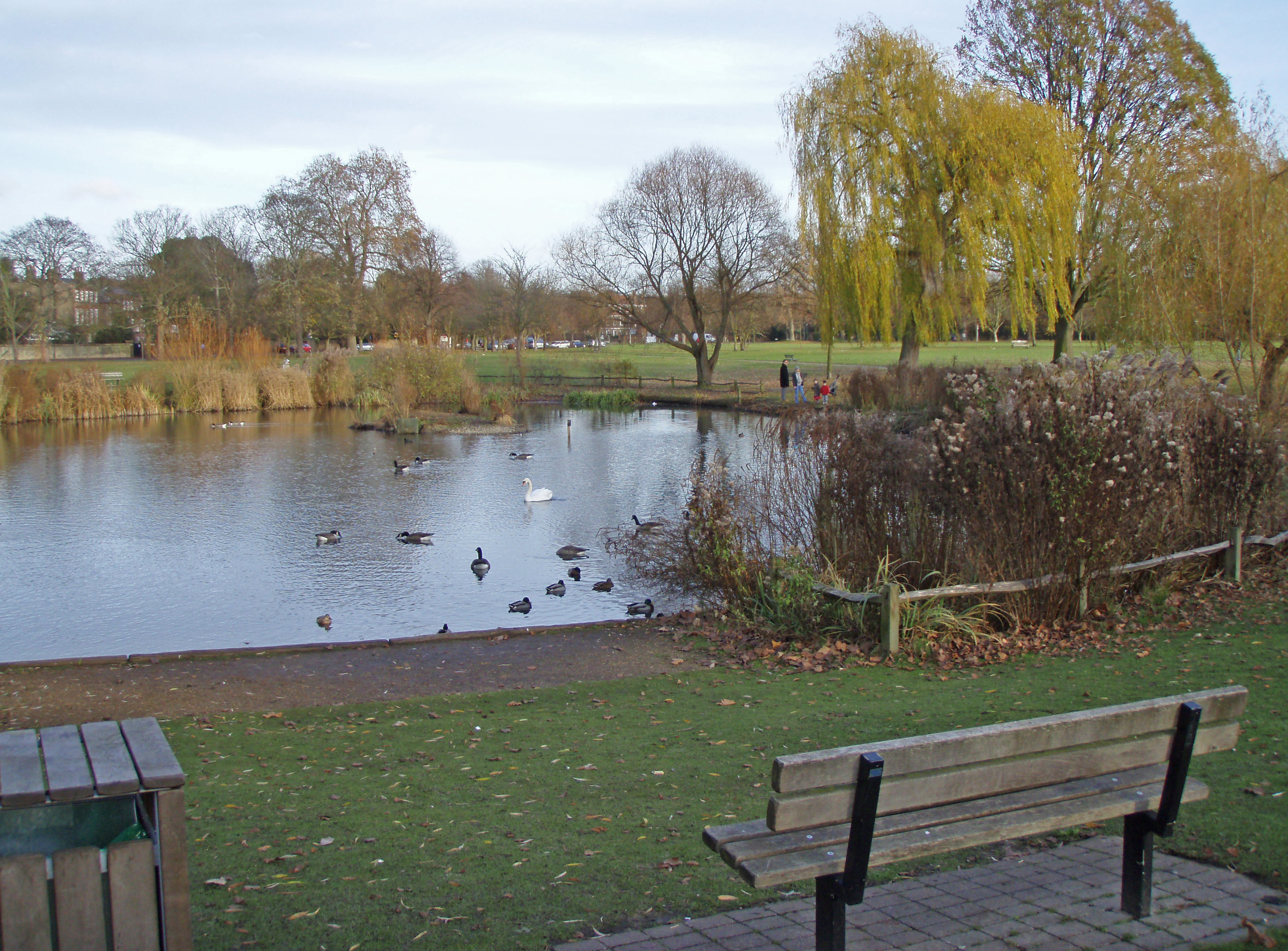
Desmai a la tardor

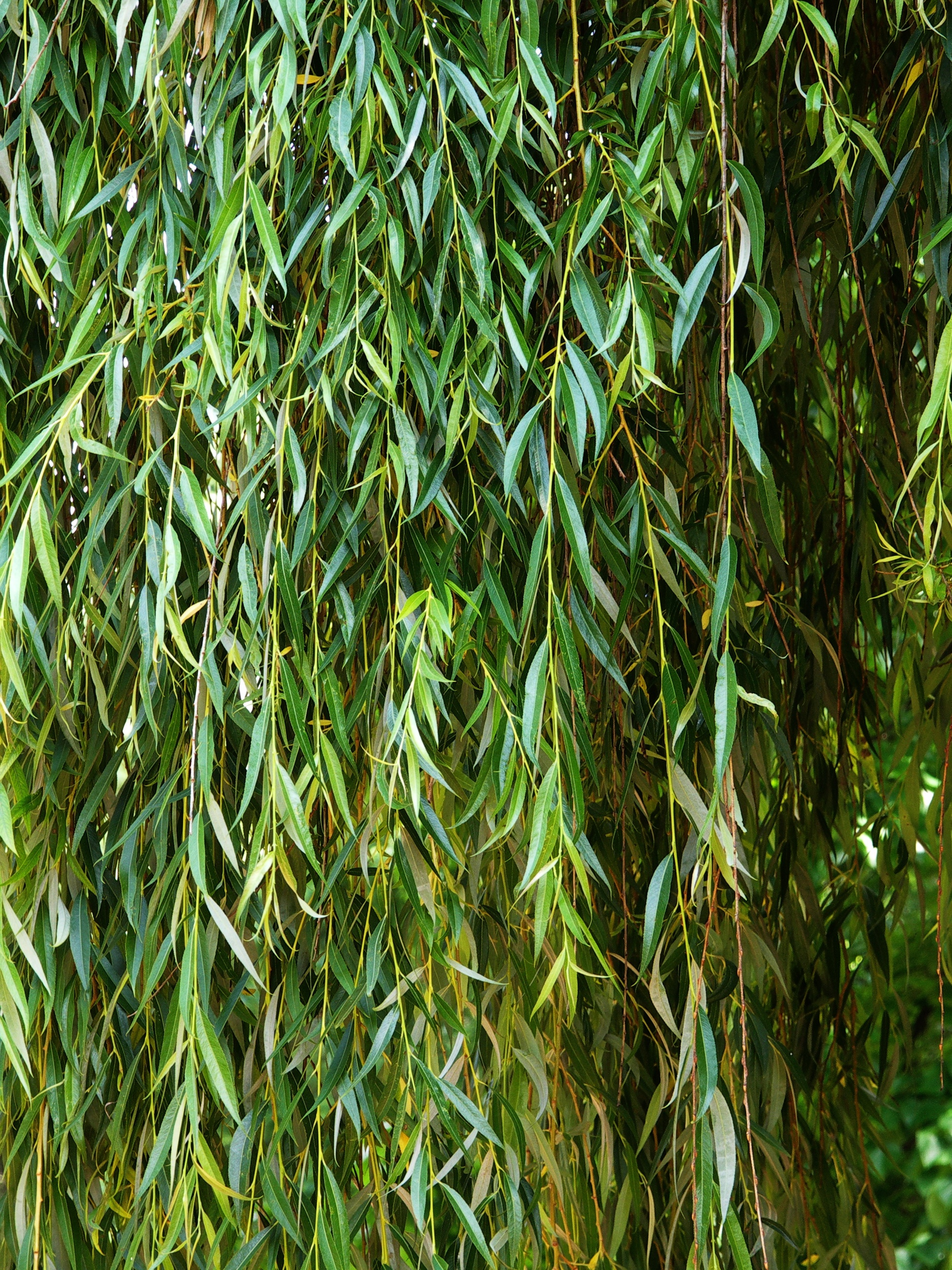
Fulles

Arriba a fer de 20 a 25 m d'alt. Creix de pressa, però és de curta vida. Les fulles estan disposades en espiral, són estretes, serrades i de color verd clar; fan de 4 a 16 cm de llarg i de 0,5 a 2 cm d'ample. Les flors estan disposades en aments i és una planta dioica, és a dir, amb sexes separats en peus diferents.

## Usos
El desmai és una planta molt utilitzada en jardineria, en particular la varietat Salix babylonica, Pendula. S'acostuma a plantar com a arbre aïllat al costat de superfícies d'aigua. Al seu lloc d'origen, la seva fusta serveix de combustible i per a altres usos. En els oasis del desert de Gobi, protegeix les terres agrícoles dels vents forts.